# Colorado Springs
Colorado Springs – miasto w Stanach Zjednoczonych, położone w środkowo-zachodniej części kraju, w stanie Kolorado. Znajduje się na styku Wielkich Równin i Gór Skalistych (Front Range), u podnóża Pikes Peak, który wznosi się na wysokość 4302 m n.p.m., na południe od Denver. Siedziba i największe miasto hrabstwa El Paso.
Jest to drugie po Denver pod względem wielkości miasto w tym stanie, zamieszkane przez 479 tys. mieszkańców (2020). Obszar metropolitalny Colorado Springs w 2020 roku obejmuje 755,1 tys. mieszkańców. Zostało uznane przez US News za szóste najbardziej pożądane miejsce do życia w Stanach Zjednoczonych, w roku 2021. W następnym roku wskoczyło na drugie miejsce.
W Colorado Springs znajdują się Bazy Sił Powietrznych USA Peterson Air Force Base oraz Schriever Air Force Base (poprzednio Falcon AFB), w której mieści się Główna Stacja Nadzoru systemu nawigacji satelitarnej GPS.
Począwszy od lat 80. XX wieku swoje sukcesy w tym mieście odnieśli ewangelikalni protestanci, dzięki czemu miasto zyskało sobie przydomek „ewangelicznego Watykanu”. Sprawia to, że miasto jest uznawane za jedno z najbardziej konserwatywnych w Ameryce, w liberalnym stanie.
Przemysł optyczny, elektrotechniczny, precyzyjny i zbrojeniowy. Liczne uzdrowiska. Ośrodek produkcji filmów.
W Colorado Springs rozgrywa się akcja serialu Doktor Quinn

## W kulturze
- Doktor Quinn – serial, którego głównym miejscem akcji jest Colorado Springs w czasach Dzikiego Zachodu.

## Uczelnie
- Colorado College(inne języki) (1874)
- United States Air Force Academy (1954)
- University of Colorado in Colorado Springs (1965)
- Nazarene Bible College (1967)[2]

## Galeria

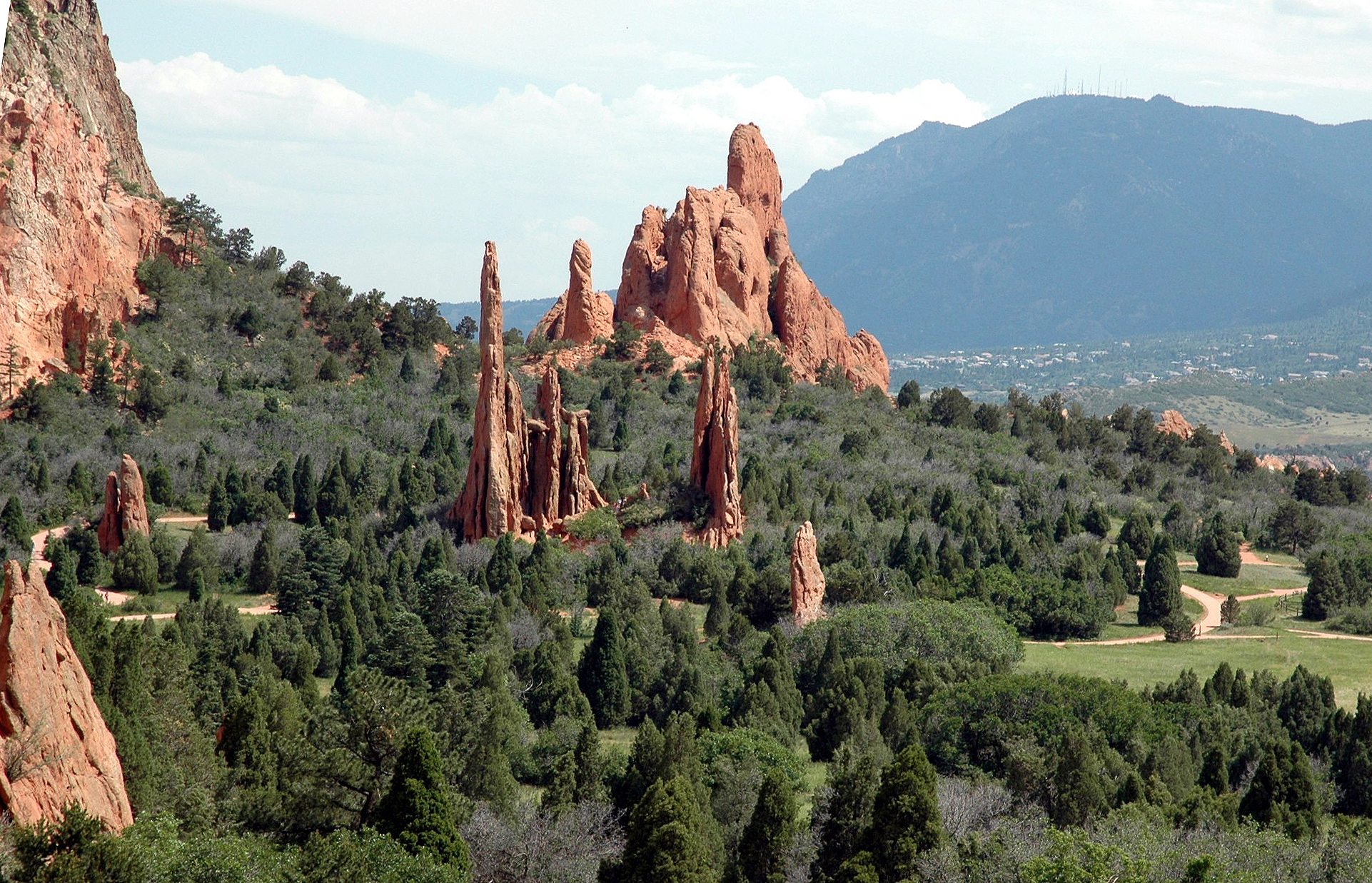
Park publiczny Ogród Bogów.
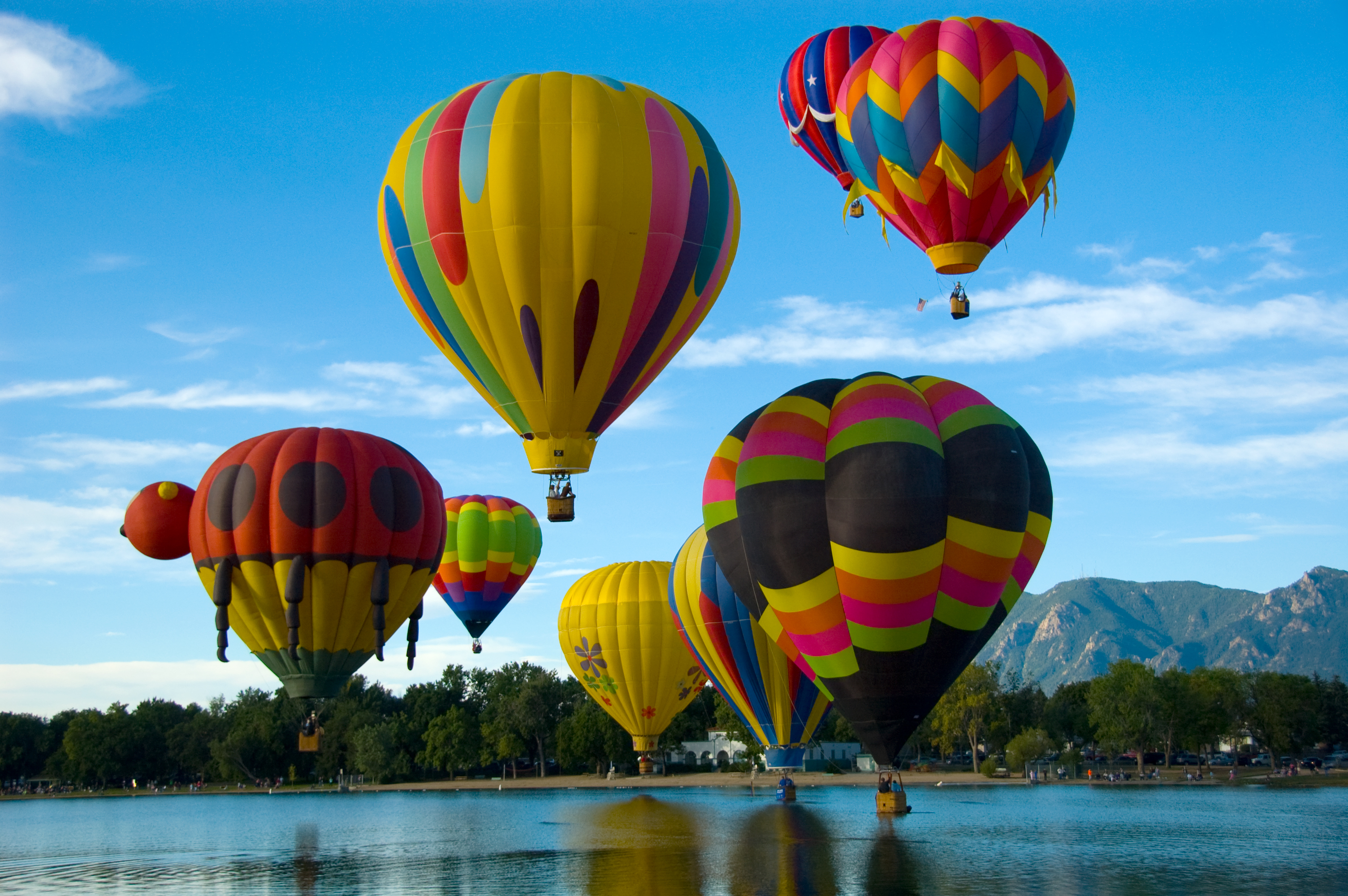
Balony nad Jeziorem Prospect w centrum Colorado Springs.
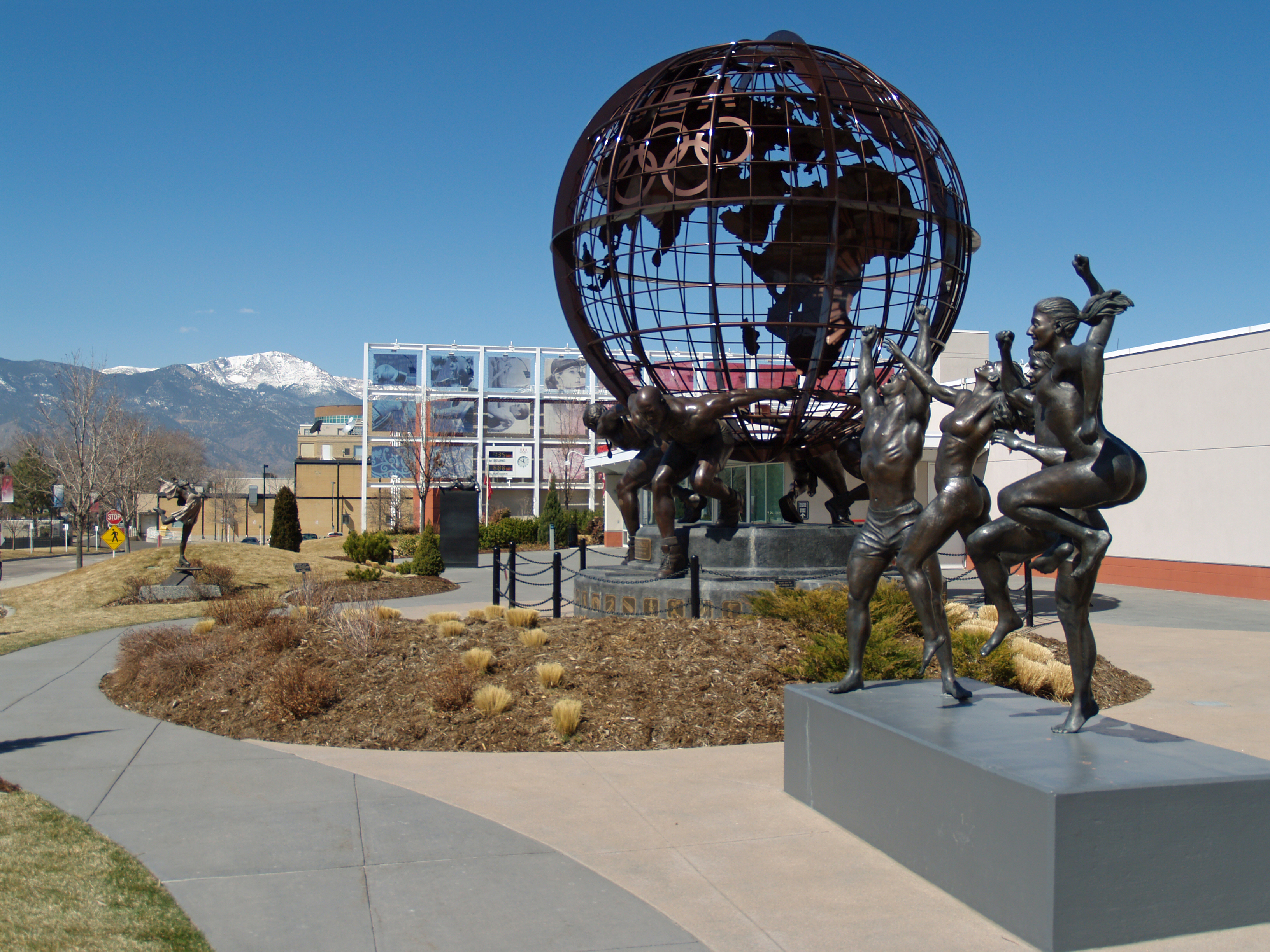
Siedziba Komitetu Olimpijskiego.
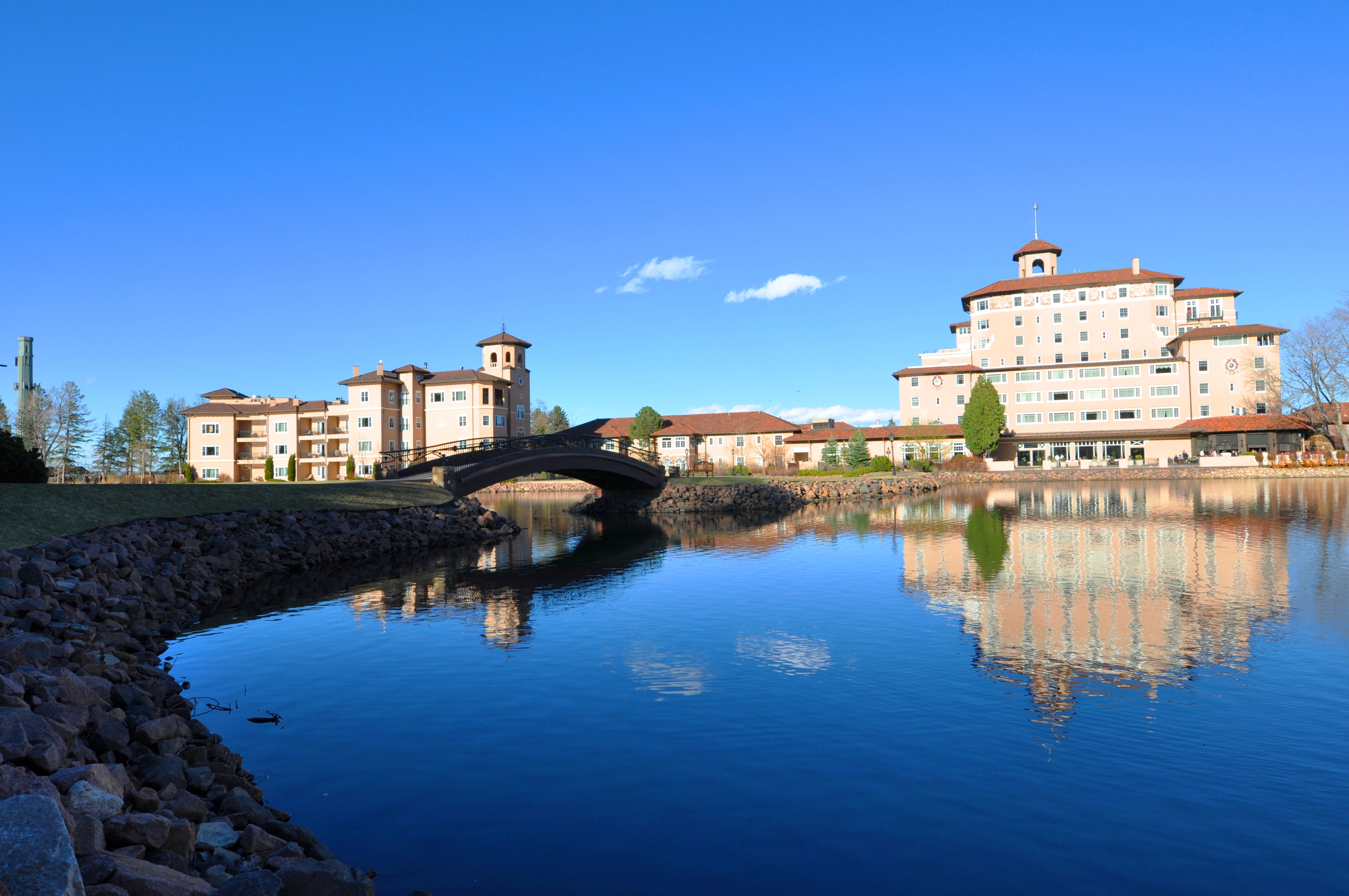
Hotel Broadmoor.

## Miasta partnerskie
- Fujiyoshida (Japonia)[9]
- Kaohsiung (Tajwan)
- Smoleńsk (Rosja)
- Biszkek (Kirgistan)
- Nuevo Casas Grandes (Meksyk)
- Bankstown (Australia)
- Olimpia (Grecja)